# Mostafa Ghareeb Ibrahim Mohamed
Mostafa Ghareeb Ibrahim Mohamed (* 11. März 2001) ist ein ägyptischer Leichtathlet, der sich auf den Mittelstreckenlauf spezialisiert hat.

## Sportliche Laufbahn
Erste internationale Erfahrungen sammelte Mostafa Ghareeb Ibrahim Mohamed im Jahr 2018, als er bei den Afrikanischen Jugendspielen in Algier in 4:03,98 min den neunten Platz im 1500-Meter-Lauf belegte. 2023 gelangte er dann bei den Arabischen Meisterschaften in Marrakesch mit 3:57,80 min auf Rang sieben.
In den Jahren 2020 und 2021 wurde Ghareeb Ibrahim Mohamed ägyptischer Meister im 1500-Meter-Lauf.

## Persönliche Bestleistungen
- 1500 Meter: 3:49,42 min, 24. Mai 2023 in Kairo
- 3000 m Hindernis: 9:08,48 min, 24. Mai 2023 in Kairo